# JLENS

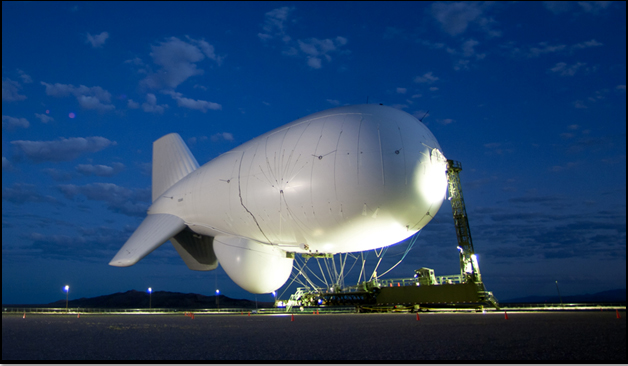
Один из аэростатов общевойсковой системы обороны от сухопутных атак крылатыми ракетами повышенной сетчатыми датчиками (JLENS).

JLENS (аббр. англ. Joint Land Attack Cruise Missile Defense Elevated Netted Sensor System — общевойсковая сетевая система датчиков раннего предупреждения о ракетном нападении) — американская система радиолокационных средств аэростатного базирования, интегрированных в межвидовую систему противоракетной обороны США, предназначенная для своевременного обнаружения низколетящих управляемых крылатых ракет класса «воздух—поверхность» или «поверхность—поверхность» и обеспечения объектовой защиты от ударов указанных ракетных вооружений.
Представляет собой сеть радиолокационных станций дальнего обнаружения, установленных на привязных беспилотных аэростатах, то есть находящихся на определённом возвышении относительно поверхности земли и совмещённых с другими системами ПРО видов вооружённых сил. Воздушное базирование позволяет с одной стороны увеличить дальность обнаружения средств воздушного нападения противника, с другой стороны дополнить возможности наземных средств контроля воздушно-космической обстановки, ограниченных в части обнаружения низколетящих СВН.
Проект реализуется компанией Raytheon, стоимость — $1,4 млрд (программируемые микропроцессорные устройства обработки сигналов поставляет по субподряду корпорация IBM). Работы начались в 1994 году. Испытания системы планировались на 2010 год, а постановку системы на боевое дежурство предполагалось осуществить в 2012 году. Первый вылет аэростатов с радиолокационным оборудованием на борту состоялся 27 декабря 2014 года в районе столицы страны — города Вашингтон, округ Колумбия.

## История
Планы применения аэростатов для целей противоракетной обороны разрабатывались в США и других странах с послевоенного времени.
ВМС США возвратились к идее применения аэростатов радиолокационного обнаружения системы противоракетной обороны в середине 1980-х гг. в рамках программы СОИ. Для этого был реанимирован проект аэростата Goodyear ZPG-3W, свёрнутый в 1950-е годы. Согласно замыслу командования ВМС, данный летательный аппарат должен был оснащаться самой большой в мире антенной РЛС кругового обзора и нести дежурство в прибрежной зоне на удалении от американских берегов для обнаружения запусков советских БРПЛ и передачи данных на корабельные ЗРК
Однако, планам ВМС не суждено было реализоваться в связи с прекращением финансирования данной программы и эта идея была впоследствии реализована Армией США.

## Состав
На аэростатах предполагается устанавливать радар загоризонтного обнаружения целей и радар системы управления огнём, массой около трёх тонн. Высота размещения аэростатов в небе — 3 — 4,5 километра. Для создания над полем боя высокоточного навигационного поля предполагается размещение GPS-передатчиков. Для повышения помехозащищённости предполагается более высокий уровень навигационного сигнала.
Планируется интеграция с существующими системами противовоздушной обороны (ПВО), а для обмена данными — использование стандартного протокола Link 16 и волоконно-оптического кабеля.

## Испытания
Первое испытание элементов системы провели в рамках учений «Зыбучие пески-96». Более масштабное испытание было проведено на учениях летом 1999 года.